# Ribeirão Bonito
Ribeirão Bonito é um município brasileiro do estado de São Paulo. Localiza-se a uma latitude 22º04'00" sul e a uma longitude 48º10'34" oeste, estando a uma altitude de 590 metros. Sua população estimada em 2015 era de 12.909 habitantes. O município é formado pela sede e pelo distrito de Guarapiranga.

## História
A família Alves Costa originária de Ouro Fino, foi quem iniciou o povoamento da região, cortada pelo curso do Ribeirão Bonito, em outubro de 1862. Joaquim Alves Costa, seu filho José Venâncio Alves Costa, Antônio José de Souza Pinto, Antônio Alves Costa, Thomaz Alves Costa, Ignácio Alves Costa e Manoel Garcia de Oliveira, compraram e doaram 15 alqueires de terra para o patrimônio do Senhor Bom Jesus. Em março de 1872 João Leite de Arruda inicia a construção de uma capela, onde o patrimônio desenvolveu-se entorno.
A Lei Provincial n°16, de 8 de março de 1882, cria o Distrito de Ribeirão Bonito no município de Brotas. A elevação à categoria de Vila vem através do Decreto Estadual nº 24, de 5 de março de 1890, desmembrando oficialmente de Brotas.
Em maio de 1894, a Companhia Paulista de Estradas de Ferro, inaugurou em Ribeirão Bonito a sua estação, fato de grande importância para a economia do Município. 
A Lei n°1032, de 14 de dezembro de 1906, cria o Distrito de Guarapiranga e incorpora ao Município de Ribeirão Bonito.
O Decreto n°6950, de 6 de fevereiro de 1935, cria o Distrito de Santa Clara e incorpora ao Município de Ribeirão Bonito. Poucos anos depois o Decreto Estadual nº 9775, de 30 de novembro de 1938, estabelece uma readequação de fronteira com o município de Dourado, fato que leva a extinção de tal distrito.

## Geografia
- Possui uma área de 471,553 km².
- O município possui um distrito: Guarapiranga.

### Hidrografia
- Rio Jacaré Guaçu
- Rio Boa Esperança
- Ribeirão Bonito

### Relevo
Ribeirão Bonito está situada junto à Serra de Dourado, cuja altitude é estimada em 1.100m (ponto máximo. Do alto dessa serra avistam-se o municípios de São Carlos, Araraquara e Brotas. No coração do município situa-se o Morro Bom Jesus, cuja altitude é de 600 m. Existe, ainda, o Morro do Passarelli com 715 m de altitude.

### Rodovias
- SP-215 - Rodovia Luís Augusto de Oliveira
- Estrada Vicinal George de Almeida Freitas \ Abílio Augusto Corrêa (liga a Guarapiranga e Araraquara)

## Demografia
Dados do Censo - 2010
População total: 12.135
- Urbana: 11.220
- Rural: 915
- Homens: 6.104
- Mulheres: 6.031

Densidade demográfica (hab./km²): 25,73
Índice de Desenvolvimento Humano (IDH-M): 0,712
PIB per capita: R$ 18.925,72
População Alfabetizada: 10.139
População que frequenta creches ou escola (2010): 3.222
- Matrículas no Ensino Fundamental (2012): 1.812
- Matrículas no Ensino Médio (2012): 507

## Política e administração
Poder Executivo
O prefeito eleito de Ribeirão Bonito era Francisco José Campaner, mais conhecido como Chiquinho (PSDB), natural desta cidade, empresário e advogado, eleito em 2016 pela primeira vez prefeito, após ter sido o vereador mais jovem da cidade e ter presidido a Câmara Municipal em duas oportunidades. Foi morto a tiros, em um atentado na própria cidade, no dia 26 de dezembro. O atual prefeito, então vice de Chiquinho, é Luiz Arnaldo de Oliveira Lucato, mais conhecido como Nanado, do DEM.
Poder Legislativo
O Poder Legislativo é representado pela câmara municipal, composta por nove vereadores com mandato de 4 anos. Cabe aos vereadores na Câmara Municipal de Ribeirão Bonito, especialmente fiscalizar o orçamento do município, além de elaborar projetos de lei fundamentais à administração, ao Executivo e principalmente para beneficiar a comunidade.
- Presidentes da câmara: Luiz Marcelino dos Santos Palone (2007/2008), José Luiz Mascaro (2009/2010), Eduardo Doimo (2011/2012), Dimas Tadeu Lima - PT (2013/2014), Marcelo Antônio Lollato - PMDB (2015/2016)

## Economia
- A principal atividade econômica do município é a agropecuária. Destacam-se a cultura de cana-de-açúcar e a criação de bovinos, suínos e aves. As plantações de café, seguidas por cereais em geral, algodão e laranja também são pontos fortes da região.

## Infraestrutura

### Comunicações
O sistema de telefones automáticos foi inaugurado na cidade em 1973 pela Telecomunicações de São Paulo (TELESP), que também implantou o sistema de discagem direta à distância (DDD) em 1979 com o código de área (0162). Anteriormente a cidade era atendida pela Companhia Telefônica Brasileira (CTB).
Na década de 90 o código DDD da cidade foi alterado para (016), para padronização do sistema telefônico com a telefonia celular que estava sendo implantada em todo o estado.

### Educação
A rede pública de ensino da cidade conta com 11 escolas, sendo 9 escolas municipais, 1 escola estadual e 1 particular.
- EMEI Georgina Emilia Segnini Gayoso
- EM Lelia Cecilia Torrezan Galdino Lucato
- EMEI Lucia Jair Lucato
- EMEI Luiz Felippe Mariani (Guarapiranga)
- EM Manoel Liberato Mattos Negraes
- EM Maria Apparecida de Souza Campos (Guarapiranga)
- EMEI Maria Morganti
- EMEI Maria Olympia Ramos Fabbri
- EM Coronel Pinto Ferraz
- EE Pirajá da Silva
- Colégio Kuarup

## Religião
- População Católica Apostólica Romana: 7.660 (63,12%)
- População Evangélica: 2.956 (24,36%)
- População Espírita: 40 (0,33%)
- Sem religião: 1.479 (12,19%)[10]

O Cristianismo se faz presente na cidade da seguinte forma:

### Igreja Católica
O município pertence à Diocese de São Carlos.
- Paróquia Senhor Bom Jesus da Cana Verde (matriz)
  - Pároco: Padre João Francisco Trovillho Morales

### Igrejas Evangélicas
- Assembleia de Deus Ministério do Belém.[17][18]
- Congregação Cristã no Brasil.[19]
- Igreja Presbiteriana Independente do Brasil.[20]